# Орда (фильм)
«Орда» (рабочее название — «Святитель Алексий») — художественный фильм 2012 года режиссёра Андрея Прошкина по сценарию Юрия Арабова, действие которого происходит в Золотой Орде. Фильм продюсировала кинотелекомпания «Православная энциклопедия», которая входит в одноимённый церковно-научный центр.

## Сюжет
Столица Золотой Орды город Сарай-Бату. К хану Орды Тинибеку приходят послы Папы римского, которых хан встречает крайне неприветливо, унижая их и Папу. Мать хана Джанибека Тайдула внезапно ослепла. Всевозможные лекари, знахари и шаманы безрезультатно пытались вернуть ей зрение. До Орды дошли слухи о московском митрополите Алексии, по молитвам которого творятся чудеса.
В Москву прибывают ханские послы и требуют, чтобы «чудесный старик» поехал с ними в Орду и вылечил ханшу, грозя в случае отказа набегом. Под угрозой уничтожения Москвы по просьбе великого князя Ивана Ивановича Алексий вынужден отправиться в далёкое путешествие. Его сопровождает келейник Федька. Прибыв в Орду, они оказываются в сложном переплетении восточных интриг, неожиданных и жестоких событий.[уточнить]

## Актёры и кастинг
| Актёр                  | Роль                                 |
| ---------------------- | ------------------------------------ |
| Максим Суханов         | митрополит Алексий                   |
| Андрей Панин           | хан Тинибек                          |
| Роза Хайруллина        | ханша Тайдула                        |
| Александр Яценко       | Федька, келейник митрополита Алексия |
| Виталий Хаев           | князь Иван Красный                   |
| Иннокентий Дакаяров    | хан Джанибек                         |
| Алексей Егоров         | Бадакюль                             |
| Федот Львов            | Тимер                                |
| Геннадий Турантаев     | продавец рабов                       |
| Ирина Никифорова       | служанка Тайдулы                     |
| Моге Ооржак            | Бердибек                             |
| Толепберген Байсакалов | Абильда                              |
| Даулет Абдыгапаров     | сотник хана Джанибека                |
| Алексей Шевченков      | истопник Василий                     |
| Александр Цой          | китайский фокусник                   |
| Юрий Пронин            | священник                            |

В поисках актёров создатели фильма объехали практически всю бывшую советскую Азию и Монголию. В фильме играют татары, казахи, киргизы, тувинцы, калмыки, якуты и буряты. Основные ордынские роли исполнили Роза Хайруллина, Андрей Панин (из которого был сделан азиат с помощью пластического грима) и якутские актёры — Алексей Егоров, Федот Львов, Геннадий Турантаев, Ирина Никифорова и Иннокентий Дакаяров. 

Тайдула была женой могущественного ордынского хана Узбека, при котором Золотая Орда достигла наивысшего расцвета и который исламизировал её, во многом огнём и мечом. Сама Тайдула была очень волевая женщина. Сохранилась даже монета с её профилем, что свидетельствует о её колоссальном политическом влиянии. Тайдулу играет, на мой взгляд, выдающаяся актриса Роза Хайруллина. Роза — легенда нестоличного русского театра, долгое время играла в Казани, Самаре, а теперь — в Театре-студии Олега Табакова.— режиссёр Андрей Прошкин
На главную роль режиссёр пригласил Максима Суханова, сумевшего отразить ум и человеческую мощь святителя Алексия.

Это была выдающаяся личность для той эпохи. Это был интеллектуал, очень образованный для того времени человек, очень умный и волевой. Кроме того, что был пастырем, он, конечно, являлся выдающимся администратором — как церковным, так и государственным. Святитель Алексий был главным воспитателем малолетнего князя Дмитрия Донского и оказывал довольно сильное влияние на его политику, особенно в начале княжения.
Максим замечательный артист, оказалось, что его индивидуальность ложится на характер нашего героя.— режиссёр Андрей Прошкин

## Съёмочная группа
- Андрей Прошкин — режиссёр
- Юрий Арабов — автор сценария
- Юрий Райский — оператор
- Алексей Айги — композитор
- Сергей Февралёв — художник-постановщик
- Наталья Иванова — художник по костюмам

## Съёмки
Съёмки проходили с середины июня до начала декабря 2010 года с перерывами. Для фильма было сшито более тысячи костюмов, построены натурные декорации Москвы XIV века и столицы Золотой Орды — Сарай-Бату. Создатели фильма консультировались с учёными-историками, изучали музейные экспозиции, живопись того времени, историю костюма, планы археологических раскопок.

Это и русские летописи, и знаменитый двухтомник В. Г. Тизенгаузена — сборник письменных материалов о Золотой Орде того времени. Мы очень скрупулезно изучали историю монгольского общества после Чингисхана. Наиболее интересными для меня как режиссёра были записки путешественников, попадавших в Орду, потому что сторонний глаз более выпукло обнаруживает какие-то вещи и доносит до нас. Это и «Путешествия в восточные страны Плано Карпини и Гильома Рубрука», и записки европейских послов, купцов, бывавших в Орде. Стоит отметить и подробные записки известного марокканского путешественника Ибн Баттуты. Читая его, понимаешь, насколько отличается взгляд на те или иные явления европейца и мусульманина-марокканца. Какие-то вещи, которые у европейцев вызывали оторопь, для него, наоборот, были признаком благочестия.
— режиссёр Андрей Прошкин
На пресс-конференции после показа фильма на 34-м ММКФ режиссёр Прошкин сказал, что создатели не ставили целью создание скрупулезной исторической картины, а отталкивались от ремарки в сценарии: «Показался глиняный город, которого уже никогда не будет на земле, а может, никогда и не было». Режиссёр подчеркнул, что снимался некий миф, в фильме есть мотивы ордынские, там есть мотивы азиатские и африканские, но главное, там фантазия художников, перед которыми ставилась задача не быть реалистами, не копировать какие-то вещи, а использовать фантазию, создавать новое, отталкиваясь от реальности. Столица Золотой Орды предстаёт неким почти марсианским для нашего глаза городом.
Декорация Москвы XIV века построена на берегу Клязьмы во Владимирской области около деревни Щекино, (5 км восточнее г. Вязники). В павильонах на «Мосфильме» воссоздан интерьер Успенского собора XIV века. Облачение, в котором митрополит, в исполнении Максима Суханова проводит службу, весит 20 килограммов, его украшения настоящие, кованые. Были восстановлены костюмы, интерьеры, роспись храмов, детали этикета и протокола — то, как князья встречали тогда ханских послов.

Павильоны мы строили на «Мосфильме», и к нам даже экскурсии ходили! Я считаю, что у нас был очень талантливый художник Сергей Февралёв. Человек, который умеет не только придумать, но и воплотить свои идеи в жизнь, сделать. У нас были сложные декорации и с бассейнами, и с горящими печами. Для одной из декораций, например, были сделаны специальные облицовочные плитки. Причем Сергей заставил каждую плитку расписать и сделать вручную, а потом покрыть лаком. Декоратор ему говорил, что это всё ерунда и это давно делают машины. Но именно потому, что это было сделано руками, и складывалось полное ощущение реальности происходящего.
— режиссёр Андрей Прошкин
Съёмки Орды проходили в Харабалинском районе Астраханской области, близ села Селитренное, в местах, где в действительности находился город Сарай-Бату и сейчас проводятся раскопки. На живописном обрывистом берегу реки Ахтубы на двух гектарах была возведена декорация золотоордынской столицы: ханский дворец и узкие извилистые улочки города с домами-мазанками, где жили ремесленники и торговцы. По инициативе губернатора Александра Жилкина на базе декорации создан новый туристический центр Астраханской области культурно-исторический комплекс «Сарай-Бату».
В массовых сценах фильма участвовали около 300 жителей (в основном восточной внешности) из близлежащих сёл Харабалинского района (где половину населения составляют казахи) и более 100 местных наездников. Во время съёмок в степях киногруппа работала в экстремальных условиях: жара порою достигала 50 градусов, случались и пыльные бури, которые ломали декорации и аппаратуру. Исполнителя одной из главных ролей, якутского актёра Федота Львова, укусил каракурт, и Федот два дня провёл в больнице.
Герои фильма говорят на карачаево-балкарском языке, близком к среднекыпчакскому, на котором в XIV веке говорили в Золотой Орде. Консультации при переводе текста оказывали балкарские деятели культуры Музафар и Фатимат Таукеновы. За тем, чтобы актёры во время съёмок и озвучивания правильно произносили текст, следили переводчики.

## Саундтрек
Саундтрек фильма написан композитором Алексеем Айги. Режиссёр Прошкин попросил его сочинить для фильма такую музыку, которая звучала бы как древний монгольский рок-н-ролл. Сначала были записаны композиции, которые звучат в кадре и под которые снимались некоторые сцены. Здесь использовались аутентичные инструменты (ятаги, чанзы и т. д.), которые иногда поддерживал контрабас (его на съемках заменили басовым моринхуром). В процессе звукозаписи музыканты и звукорежиссёр Геннадий Папин использовали самые неожиданные звуки, например, стук мусорного бака. В записи саундтрека приняли участие музыканты из бурятской группы «Намгар». Бурятская музыка очень близка монгольской. Музыканты много импровизировали. В записи второй части саундтрека также задействован оркестр кинематографии под руководством Сергея Скрипки и музыканты «Ансамбля 4′33″», важную часть музыки исполнили два сопрано (Дарья Терехова и Мария Макеева). Алексей Айги о работе с режиссёром Прошкиным: «Режиссёр, кстати, не хотел никакого пафоса и просил нас, чтобы мы не давили картинку духовностью и красотой. С Андреем, вообще, не просто. Он очень въедливый. Многое приходилось переделывать. Но в итоге все, вроде бы, хорошо получилось. И кино вышло большое — когда я увидел первую сборку, у меня вообще было ощущение, что смотрю какой-то хороший голливудский фильм. Работать с таким материалом — большая удача».

## Награды и номинации
- 2012 — 34-й Московский международный кинофестиваль:
  - Приз «Серебряный Георгий» за лучшую режиссёрскую работу — режиссёру Андрею Прошкину.
  - Приз «Серебряный Георгий» за лучшее исполнение женской роли — Розе Хайруллиной.
  - Премия организации NETPAC, целью которой является поддержка и продвижение азиатского кино, «За восхитительную комбинацию совершенного видеоряда и концепции прощения в годы тирании»[17].
- Номинации на Кинопремию Азиатско-Тихоокеанского региона (Asia Pacific Screen Awards) Лучший фильм и Лучшая кинооператорская работа[18][19].
- Кинофестиваль «Сахалинский экран-2012: Путешествие на край земли» на Сахалине — приз почётного президента фестиваля Аллы Суриковой с формулировкой «за веру в высокое предназначение в человека»[20].
- Номинация на национальную премию кинокритики и кинопрессы «Белый слон» за лучший фильм.
- Национальные премии кинокритики и кинопрессы «Белый слон» за лучший сценарий — Юрию Арабову (за фильмы «Фауст» и «Орда») и за лучшую работу художника — Сергею Февралёву[21].
- Фильм претендовал на национальную премию «Золотой орёл» в двенадцати номинациях (получил пять): лучший фильм, лучшая режиссёрская работа (Андрей Прошкин) — победа, лучший сценарий (Юрий Арабов) — победа, лучшая женская роль в кино (Роза Хайруллина), лучшая мужская роль в кино (Максим Суханов), лучшая мужская роль второго плана (Андрей Панин), лучшая операторская работа (Юрий Райский) — победа, лучшая работа художника-постановщика (Сергей Февралёв) — победа, лучшая работа художника по костюмам (Наталья Иванова) — победа, лучшая музыка к фильму (Алексей Айги), лучший монтаж фильма (Наталья Кучеренко), лучшая работа звукорежиссёра (Максим Беловолов)[22][23].
- Фильм претендовал на премию «Ника» в одиннадцати номинациях (получил семь): лучший игровой фильм, лучшая режиссёрская работа (Андрей Прошкин), лучшая сценарная работа (Юрий Арабов), лучшая женская роль (Роза Хайруллина) — победа, лучшая мужская роль (Максим Суханов) — победа, лучшая музыка к фильму (Алексей Айги) — победа, лучшая операторская работа (Юрий Райский) — победа, лучшая работа звукорежиссёра (Максим Беловолов) — победа, лучшая работа художника (Сергей Февралёв) — победа, лучшая работа художника по костюмам (Наталья Иванова) — победа, «Открытие года» (Федот Львов).
- Фестиваль русского кино в Тунисе — приз за лучшую операторскую работу — Юрию Райскому[24].
- Национальная премия в области индустрии моды «Золотое веретено» в номинации «Искусство костюма в кино» — Наталье Ивановой («Орда»)[25].

## Критика
Ещё до выхода в прокат фильм «Орда» был показан на нескольких закрытых просмотрах. Церковный историк, профессор, протоиерей Георгий Митрофанов высоко оценил фильм и работу актёра Максима Суханова. По его мнению, «величие митрополита Алексия в этом фильме в том, что за короткий промежуток времени он проходит путь, который проходит всё человечество: от сомнения и маловерия, через почти непереносимые страдания, — до безраздельного полагания самого себя на волю Божию».
В татарстанских средствах массовой информации, ещё до того, как картина вышла в прокат, высказывались опасения, что в фильме подтасованы исторические факты, показано мнимое духовное превосходство русских над ордынцами. Когда фильм вышел на экраны, в татарских СМИ появились возмущённые статьи о злонамеренном искажении истории и культуры Орды. Но были в Татарстане и положительные отзывы о фильме. Востоковед Азат Ахунов отмечает неисторичность фильма, но считает, что «отсутствие православного антуража, излишней елейности и сусальности делает фильм пригодным для просмотра и мусульманами, и буддистами, поскольку говорит о вечных ценностях, цепляет духовные струны любого мыслящего и верующего человека».
Вадим Рудаков, кандидат исторических наук, консультировавший создателей фильма, отказался от сотрудничества со съёмочной группой из-за антинаучности самой картины: «„Орда“ выдержана в худших традициях старых советских фильмов о татаро-монголах и кочевниках» (из интервью Радио «Азатлык»). Историк отмечает, что хотя «работа художника достойна уважения, но к историческому Сараю этот город не имеет никакого отношения». По мнению Рудакова, в построенной декорации «нет ни одного золотоордынского здания». Впрочем, историк отметил, что с художественной точки зрения фильм должен был получиться весьма удачным и понравиться массовому зрителю.
Кинокритик и обозреватель «Российской газеты» Валерий Кичин считает, что режиссёр Прошкин совершил подвиг, взявшись за фильм из русской истории XIV века, при том что исторических свидетельств и визуальных материалов почти не сохранилось. По мнению Кичина, фильм менее всего напоминает пасхальные жития святых, и решён в «стилистике авантюрного эпоса, с головокружительной работой оператора Юрия Райского, суровой фантазией художника Сергея Февралева и фантастической звуковой средой, созданной композитором Алексеем Айги».
Алексей Гусев («Сеанс») отметил в фильме присутствие «подлинного режиссёрского драйва».
Андрей Плахов («Коммерсантъ») согласился, что ордынская придворная интрига разыграна с «выдающимся темпераментом», однако посетовал, что «вся вторая линия сюжета, проходящая через православную Москву, выглядит несколько формальной и стереотипной, она никак не может энергетически конкурировать с Ордой». В результате, однако, это «переакцентировало [киноленту] в сторону глубокого психоанализа Орды как историко-мифологического феномена… В какой-то момент мы ловим себя на том, что изощрённое коварство и страсть к власти, которые принято называть византийскими или макиавеллиевскими, на самом деле присущи именно нашим соотечественникам и современникам».
По мнению кинокритика Антона Долина, «Арабов с Прошкиным рискнули ответить сразу на два (отнюдь не взаимоисключающих) вопроса: „Почему мы — Орда?“ и „Почему мы — не Орда?“».
Театровед и кинокритик Лилия Шитенбург считает, что режиссёр разборчив в средствах и умело создаёт иллюзию «чистой», как бы незаинтересованной созерцательности — отчего «Орда» эффектно балансирует между житием и историческим эпосом. Одно из главных достоинств фильма, по мнению критика, — отважная, тонко задуманная и исполненная параллель между Золотой Ордой и родным отечеством.

## Премьера
Фильм «Орда» участвовал в конкурсной программе 34-го Московского международного кинофестиваля и был награждён двумя призами «Серебряный Георгий»: за лучшую режиссёрскую работу и лучшую женскую роль. Демонстрировался на открытии ХХ кинофестиваля «Окно в Европу» в Выборге. В российский прокат вышел 20 сентября 2012 года.